# Corporación Deportiva Envigado Fútbol Club
La Corporación Deportiva Envigado Fútbol Club, és un club de futbol colombià de la ciutat de la regió metropolitana de Medellin d'Envigado.
El club va ser fundat el 14 d'octubre de 1989.

## Palmarès
- Primera B (2): 1991, 2007-II